# 馬可尼站
馬可尼站（義大利語：Marconi）是羅馬地鐵的一個車站，站名來自於古列爾莫·馬可尼。在該站開通之前，這裡曾有一個EUR馬可尼站。 馬可尼站開通於1993年，是羅馬地鐵B線的車站。

## 外部連結
- ATAC （页面存档备份，存于）
- Met.Ro S.p.A